# 宮城県道51号南蔵王七ヶ宿線
宮城県道51号南蔵王七ヶ宿線（みやぎけんどう51ごう みなみざおうしちかしゅくせん）は、宮城県白石市と刈田郡七ヶ宿町を結ぶ県道（主要地方道）である。

## 概要
白石市福岡深谷地区の三住地内において、国道457号から分岐。同じく蔵王地内、不忘地内、七ヶ宿町の横川地内を経由したのち、七ヶ宿町の中心である関集落の東方にて国道113号に合流する。
全線に渡ってほぼ改良がされている道ではあるが、横川地内には隘路が連続する区間も存在しており、起終点域をつなぐ連絡路としては平行する町道が主に利用される。また全線が起伏の激しい蔵王山の中腹を通るため、急坂、急カーブがあり、閉鎖こそされないものの雪道となる。

### 路線データ
- 実延長：19826.0 m[1]
- 起点：白石市三住（国道457号交点）
- 終点：七ヶ宿町関（国道113号交点）

## 歴史
かつて当道が通行する地域は、江戸時代に仙台藩が狩猟場を置いた程度の深山幽谷だった。しかし羽州街道と奥州街道を繋ぐ脇往還が存在しており、人々や荷駄の通行路として非常に重宝されたと言われる。沿線の「硯石」（すずりいし）と言う地名は源義経主従がこの地を通った伝説にちなみ、また宮城県道254号南蔵王白石線および当道南半部の前身に当たる「宮城県道七ヶ宿白石線」は、この道筋におおよそ沿う形で敷設された。
明治時代に入ると、白石市と山形県上山市の間に鉄道を建設する計画が持ち上がり、後に鉄道敷設法に別表第22号「宮城県白石ヨリ山形県上ノ山ニ至ル鉄道」として追加された。これが事実上の挫折を迎えると、周辺住民の中から自分達で資金を調達し鉄道を敷こうとする計画が持ち上がった。現在の白石市街地と小原地区を隔てる峻険な山岳を避けた結果、当道に一部沿う形でその敷設が企画され、1917年に鈴木学経営軌道として免許が交付されたものの、開業後の営業が危ぶまれるなどして着工されることなく1925年にこの免許が失効し、ついに実現には至らなかった。
第二次世界大戦が敗戦によって終わると、以前には居留地として見向きもされなかったこの地も、海外からの引き上げ者の手によって開拓がされ始めた。宮城県の小学生用副読本にも採用された開拓の苦労譚は、文字通り筆舌に尽くし難いものだったとされる。当県道の沿線は、大部分がここに至って初めて定住者を迎えた浅い歴史しか持たず、そのため現在でも当道の代わりとなる道は整備されていない。
このような理由から居住者こそ少ないものの、ほぼすべての分校が閉鎖され、商店すらほとんど存在せず、過疎や高齢化にも直面している地域を担う当道は、蔵王山麓を縫う観光道路であると同時に、地域にとって文字通り「生命線」と言える道筋になっている。
- 1993年（平成5年）5月11日 - 建設省から、県道不忘山三住線・県道七ヶ宿白石線の一部が南蔵王七ヶ宿線として主要地方道に指定される[4]。
- 1994年（平成6年）3月18日 - 宮城県が県道51号として「南蔵王七ヶ宿線」を路線認定。[5]同時に一般県道16号七ヶ宿白石線[注釈 1]、245号不忘山三住線を路線廃止。[6]

## 地理

### 通過する自治体
- 白石市
- 刈田郡
  - 七ヶ宿町

### 交差する道路
- 国道457号（起点）
- 宮城県道254号南蔵王白石線（白石市福岡八宮）
- 国道113号（終点）

### 沿線の施設など
- 国立南蔵王青少年野営場
- みやぎ蔵王白石スキー場
- 蔵王開拓温泉
- 宮城蔵王キツネ村
- 川原子ダム（周辺が遊歩道として整備されている）
- 東北池田記念墓地公園（創価学会）
- 南蔵王ユースホステル
- 長老湖
- 南蔵王青少年旅行村